# Hydropsyche erythrophthalma
Hydropsyche erythrophthalma är en nattsländeart som beskrevs av Mclachlan 1875. Hydropsyche erythrophthalma ingår i släktet Hydropsyche och familjen ryssjenattsländor. Inga underarter finns listade i Catalogue of Life.